# ميكي دولنز
جورج مايكل دولنز الابن (بالإنجليزية: Micky Dolenz)‏ ولد في 8 مارس 1945، هو ممثل وموسيقي ومخرج تلفزيوني، واذاعي أمريكي اشتهر كمغني وعازف الدرامز في الستينيات لفرقة البوب الروك المونكيز. 

## الحياة والمهنة الموسيقية
ولد دولنز فيلوس أنجلوس، كاليفورنيا، ابن الممثل جورج دولنز وجانيل جونسون  .

### فتى السيرك

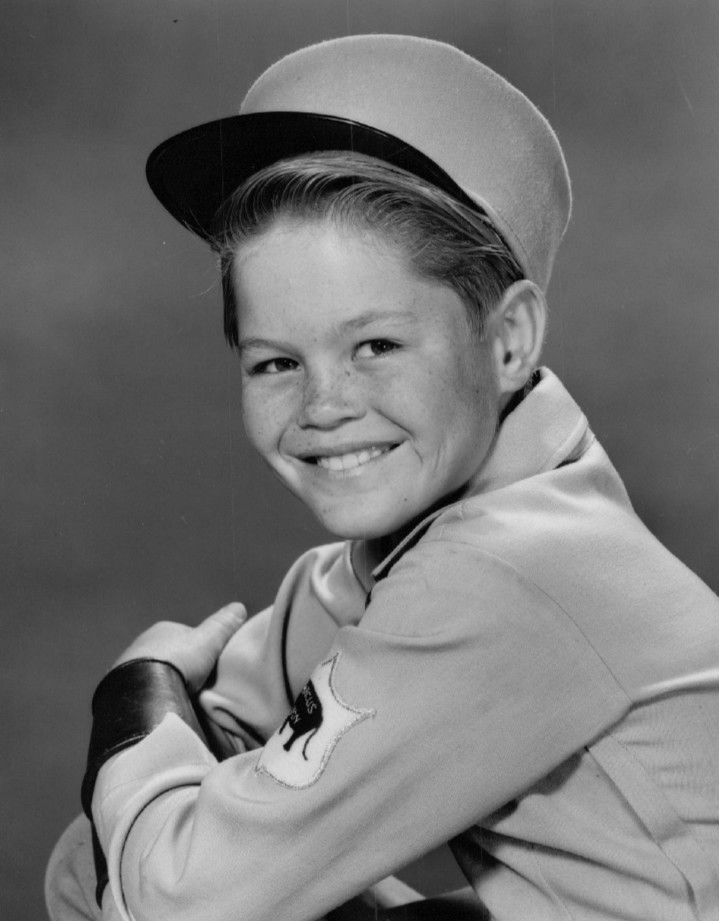
دولنز مثّل باسم كوركي

بدأ دولنز مسيرته المهنية في مجال الأعمال التجارية في عام 1956 عندما لعب دور البطولة في برنامج للأطفال يدعى «فتى السيرك» تحت اسم «ميكي برادوك»  . لعب كوركي، كصبي يتيم يسقي الفيلة في السيرك في بداية القرن العشرين. استمر البرنامج لموسمين، وبعد ذلك قدم دولنز بالظهور في أمكان متفرقة في برامج تلفزيونية وواصل تعليمه ذهب دولنز إلى مدرسة أوليسيس إس غرانت الثانوية في وادي غلين، لوس أنجلوس، كاليفورنيا، وتخرج منها في عام 1962. . وفي عام 1964، كان يؤدي دور إد في حلقة «ولد الملوك والملائكة» من سلسلة الدراما التعليمية على شبكة إن بي سي.  . كان دولنز يحضر الكلية في لوس أنجلوس عندما تم تعيينه في دور «لاعب الدرامز» في فرقة المونكيز في إن بي سي.

## المهنة الموسيقية المبكرة
كان لدى دولنز في الأصل فرقة روك خاصة به تسمى «ميكي» و «ذا نايتشرز» في أوائل ستينيات القرن العشرين كمغني رئيسي. . كان قد صاغ واحد على الأقل أو اثنين من الألحان الخاصة به في ذلك الوقت. وفقا لدولنز، شملت حياته المسرحية الغنائية أغاني الروك واحدة من أغنياته المفضلة للغناء كونها كانت الأغنية التي كتبها دولنز في تجربة الأداء لمسلسل المونكيز «جوني ب. جود» مما أدى إلى توظيفه  . 

### المونكيز

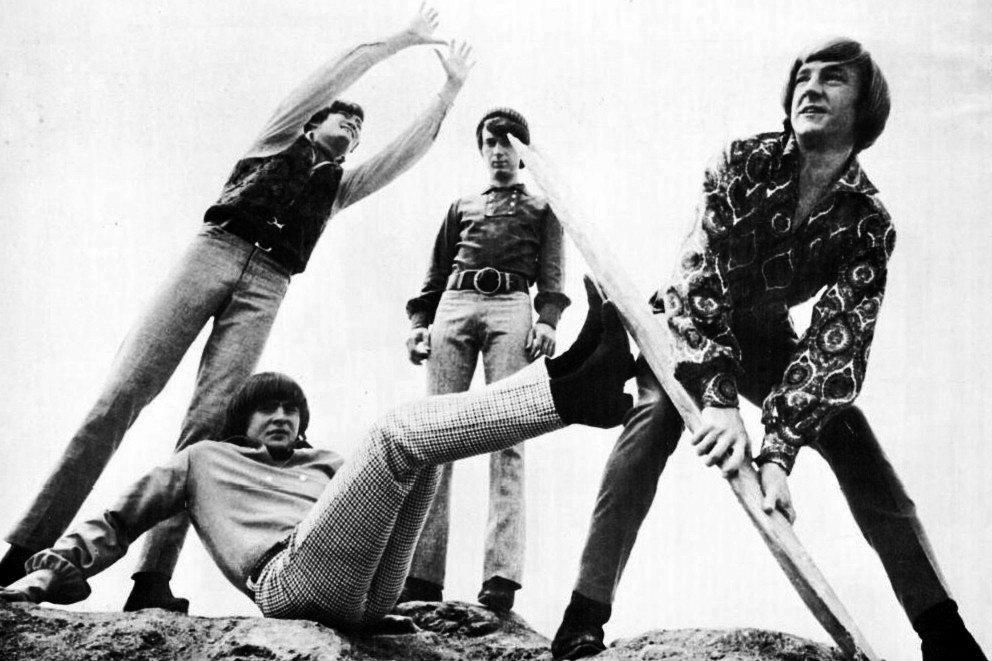
(من اليسار إلى اليمين) دولنز ، دايفي ، نسميث ، تورك في عام 1967.

في عام 1965، أدى دولنز في البرنامج الكوميدي التلفزيونيي المونكيز وأصبح لاعب الدرامز والمغني الرئيسي في الفرقة التي تم إنشاؤها لهذا المسلسل. لم يكن في الواقع عازفًا في الدرامز وكان يحتاج إلى دروس حتى يتمكن من التمثيل بشكل موثوق، ولكن في نهاية المطاف تم تعليمه كيفية اللعب بشكل صحيحبحلول الوقت الذي ذهب فيه المونكيز في جولة في أواخر عام 1966، كان دولنز جيد بما فيه الكفاية للعب الطبول بنفسه  . تعلّم العزف على اليد اليمنى ورجله اليسرى بسبب متلازمةبيرثيز التي جعلت ساقه اليمنى ضعيفة.
لاحظ كل من تومي بويس وبوبي هارت، وكتاب العديد من أغاني المونكيز، بسرعة أنه عندما يتم ضمهم إلى الاستوديو، يحاول الممثلون الأربعة أن يضحكوا بعضهم البعض. وبسبب هذا، غالبًا ما كان المؤلفون يجلبون كل مغني على حدة. تصاعدت التصرفات الغريبة حتى سكب دولنز في إحدى المرات كوبًا من كوكاكولا على رأس دون كيرشنير. في ذلك الوقت، أصبح كيرشنير يتجاهل دولنز في كل مره يراه. 
ووفقًا لمايك نسميث، فإن صوت دولنز جعل صوت المونكيز مميزًا  . وأثناء الأزمات المليئة بالتوتر، قام نسميث وبيتر تورك بتحويل واجباتهم الصوتية إلى دولنز على مؤلفاتهم الخاصة.
 كتب دولنز عددًا قليلاً من أغاني الفرقة الموسيقية، وأبرزها «بوابة سكاوس الصاخبة» من الألبوم الرئيسي. وقدّم الأغنية الرئيسية لمثل هذه الأغاني مثل «آخر قطار إلى كلاركسفيل» و «خذ خطوة عملاقة» و «أنا مؤمن». نحو نهاية المسلسل
«لمدة سنتين»، أخرج دولنز وشارك في كتابة الحلقة النهائية للمسلسل. 
هو العضو الوحيد في المونكيز الذي استمر مع الفرقة منذ إنشائها.

## تسجيلات دولنز المنفردة في إم جي إم
أثبت جهاز المزج موغ الذي اشتراه دولنز أنه حيوي عندما قام بتأليف أغنية بعنوان «ايزي اون يو» في عام 1971 وبدأت في تسجيله في استوديوه المنزلي، حيث كان يعزف على الإيتار الصوتي، والطبول، والبيانو الكهربائي في وقت مبكر. بعد الانتهاء من هذه الأغنية، قام بعد ذلك بدعوة بيتر تورك المونكي السابق للمساعدة في المزيد من التسجيلات. بعد ذلك، أدت إلى انضمام دايفيد المونكي السابق إلى المونكيز، بالإضافة إلى مساهمته في أغنية الروك التي كتبها "Oh Someone". أدى دولنز على الطبول وقام بالغناء، تورك علىالبيس، تم الانتهاء من الأغنية في ساعتين فقط؛ في وقت لاحق، جاء جونز بعد يومين وأضاف صوت الإيتار. مع تسجيل هاتين الأغنيتين، اتصلت شركة دولنز بـ مايك كروب برئيس تسجيلات إم جي إم، وبعد تشغيل الأغاني الخاصة بـ كروب، تم توقيعه على الفور إلى إم جي إم.
سجل دولنز وأصدر أغنيات لـ (إم جي إم) لنحو ثلاث سنوات (مع إضافة عدد قليل من الأغاني). بعد السنة الأولى، ساهم صديقه في شركة دولنزهاري نيسلسون بأغنيته "daybreak" وقام بترتيب وإنتاج التسجيل أيضًا. وشملت أيضا كيث أليسون على الإيتار، والمنتج السابق للمونكيز تشيب دوغلاس على البيس، وعازف الإيتار الصلب أورفيل «ريد رودس».
بحلول أوائل عام 1974، مع عدم وجود نجاحات حتى الآن، توجه دولنز إلى إنجلترا، وهناك مع توني سكوتي قاموا بقص أربع أغنيات لـ ام جي ام، واثنين من كلاسيكيات موسيقى الروك، بالإضافة إلى أغنية «أكره الروك اند رول» وأغنية جديدة«وينغ ووكر». في هذه الأثناء، ترك المدير في شركة تسجيلات إم جي إم،مايك كورب، الأستوديو وانضم إلى وارنر بروس. ثم انتهت علاقة دولنز مع إم جي إم (وظلت تلك الأغاني الأربعة الأخيرة غير متوفرة).

## دولنز، جونز، بويس وهارت

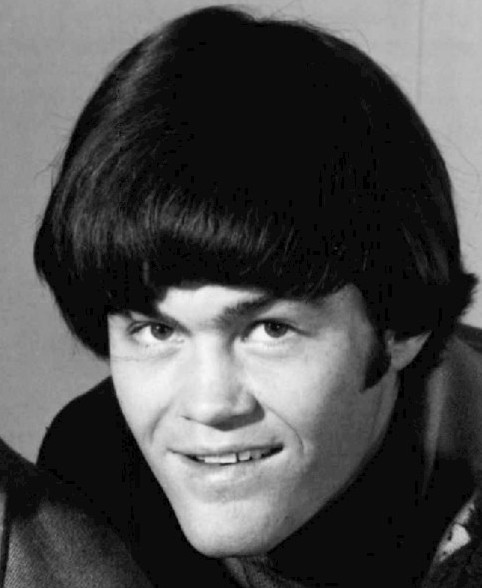
ميكي دولنز, صورة ترجع إلى المونكيز 1966.

يرجع جزئياً إلى إعادات المونكيز في صباح يوم السبت وتجميع «أفضل أغاني المونكيز» في عام 1976. التي أصدرتها «أريستا» (إحدى الشركات التابعة لشركة جيم اوف جيمز).
استفاد دولنز وجونز من ذلك، حيث انضما إلى مؤلفي المونكيز السابقين تومي بويس وبوبي هارت للقيام بجولة في الولايات المتحدة. من عام 1975 إلى عام 1977، نجحوا في تقديم عروض في أماكن أصغر مثل معارض الولايات والمنتزهات الترفيهية، إلىاليابان وتايلاند وسنغافورة، (على الرغم من أنهم لم يتمكنوا من استخدام اسم المونكيز لأسباب قانونية). كما أصدروا ألبومًا من مواد جديدة بشكل مناسب باسم «دولنز ، جونز ، بويس وهارت»، (بالإضافة إلى ألبوم مباشر في اليابان صدر عن الكونجرس في عام 1976).
 لم يكن نسميث مهتمًا بلم الشمل. وادعى تورك لاحقاً أنه لم يُسأل، والذي اتفق مع ما ذكره انه لم يكن يعرف مكانه في ذلك الوقت. على الرغم من أن أغنية عيد الميلاد (التي تعود إلى دولنز ودايفي جونز وتورك) تم إنتاجها بواسطة تشيب دوغلاس وتم إصدارها على الملصق الخاص في عام 1976. ظهرت أغنية «كريسماس از ماي تايم أو ذا يير» و«روح عيد الميلاد»، مع الجانب الآخر من الشريط من «عيد الميلاد الأبيض» في ايرفينغ برلين. انضم تورك أيضاً إلى دولنز، جونز، بويس وهارت على خشبة المسرح في ديزني لاند في 4 يوليو 1976، وانضم أيضاً إلى دولنز وجونز على خشبة المسرح في ستاروود في هوليوود، كاليفورنيا في عام 1977. 

## الأعمال البارزة
في عام 1977، كان يؤدي مع زميله السابق دايفي جونز في إنتاج مسرحية هاري نيلسون الموسيقية «ذا بوينت! ‏» في لندن على مسرح ميرميد، لعب وغنى جزء من «الكونت كيد» ودور البطولة في بطولة ليفمان إلى جونز في دور أوبليو (وفقا لكتيب القرص المدمج). تم تسجيل إصدار أصلي. أثبتت الكوميدية لـ دولنز وجونز أن هذا البرنامج قد تم إحياؤه بقوة في عام 1978، حيث أدخل نيلسون كوميديا إضافية للإثنين، بالإضافة إلى أغنيتين، واحدة منهم (يجب أن أنهض) تغنى بها دولنز وجونز معاً. واعتبر البرنامج جيدًا للغاية، حيث كان من المخطط إعادة إحياءة مرة أخرى في عام 1979، ولكنه أثبت أنه باهظ التكلفة. بعد عرض البرنامج، بقي دولنز في إنجلترا وبدأ في الإخراج للمسرح والتلفزيون، بالإضافة إلى إنتاج العديد من العروض التي أخرجها.
في يونيو 2006، لعب دولنز دور شارلمان في دار أوبرا غودسبيد لإحياء موسيقى بيبين الموسيقية فيإيست هادام ، كونيتيكت. كما قام بجولة في هذا الدور. أيضا في منتصف عام 2000، لعب دولنز دور زوسر وتيم رايس في إنتاج برودواي 

## ما بعد مسلسل المونكيز
بعد انتهاء البرنامج التلفزيوني "المونكيز"، واصل دولنز تقديم عروض صوتية لعدد من سلسلة الرسوم الكاريكاتورية صباح يوم السبت بما في ذلك "ذا فانكي فانتوم"، و "عائلة بارتريدج"، و "سكوبي دو"، و "بوتش كاسيدي" و "سندانس كيدز"،"هذه هي الأيام" و "ديفلين" و "وندر ويلز" (من ذا سكيتبيردز). قدم دولنز صوت آرثر في الموسم الأول من سلسلة الرسوم المتحركة  "ذا تيك". في عام 1972  . لعب دولنز دور فانس في فيلم الغموض القاتل "ليلة الخنفسر" وكانت في حلقة من آدم 12 في الحلقة الأولى من الموسم الخامس بعنوان "دورت دول" قدم دولنز صوت اثنين من الأتباع التوأم مين وماكس في الحلقة المكونة من جزئين لـ"ذو الوجهين" على " باتمان سلسة الرسوم المتحركة   .  في عام 2017، عاد دولنز إلى صوته ليقدم صوت "وندل ذا لوف غروب"، بالإضافة إلى غناء الأغنية المميزة، في سلسلة كرتون نتورك، "مايتي ماجسوردز" حلقة "ملحمة روبوبيجيه". سجل دولنز الشخصية عن بعد في نيويورك قبل أسابيع من كتابه جولة ألبوم "أوقات جيدة".
كل من دولنز ومايكل نسميث قاما باختبارا لدور آرثر «إن فونز» على «أيام سعيدة»، ولكن لم يتم اختيارهم على حد سواء بسبب كونهم أطول (6 أقدام) من الشخصية الرئيسيةرون هاوارد (ريتشي كانينغهام)، الذي طوله 5 أقدام. وشارك النجوم أنسون ويليامز (بوتسي) ودون (رالف)، وكلاهما طوله أقل من 6 أقدام. لم يرغب المنتجون في تأكيد شخصية فونزي على الآخرين. في النهاية، أسفر البحث عن ممثل أقصر إلى أن تم توظيف هنري وينكلر.
في وقت مبكر من تطور باتمان فورايفير، كان دولنز منافسًا لدور رايدر، ولكن في النهاية ذهب الدور إلى جيم كيري.
في 1994-1995، أدى دولنز في حلقتين من المسلسل الكوميدي بوي ميتس ورلد. في أول واحد (بعنوان «الفرقة على المدى») لعب دور، وهو زميل من آلان ماثيوز. في عام 1995، انضم إلى دايفي جونز وبيتر تورك في الحلقة الثامنة من الموسم الثالث (بعنوان «رايف اون»)، على الرغم من أن المونكيز لم يقوموا بالتمثيل صُنt دولنز لشخصية «جوردي» وتورك «جيديداه لورنس»، في حين أن دايفي جونز كان «ريجنالد فيرفيلد»، ولكن في ذروة البرنامج، يأخذ الثلاثة المسرح معاً لأداء أغنية بودي هولي الكلاسيكية «لا تتلاشى»، و «فتاتي». بطريقة ساخرة، الممثل ديف مادنا لذي الذي لعب دور المدير في «عائلة بارتيريدج»، ظهر أيضاً كمدير والذي فجأة يرغب في التعامل مع الفرقة «الجديدة»، ليخبرهم أنهم «يمكن أن يكونوا أكبر من فريق البيتلز».  
في وقت مبكر من تطور باتمان فورايفير، كان دولنز منافسًا لدور رايدر، ولكن في النهاية ذهب الدور إلى جيم كيري. في 1994-1995، أدى دولنز في حلقتين من المسلسل الكوميدي بوي ميتس ورلد. في أول واحد (بعنوان «الفرقة على المدى») لعب دور، وهو زميل من آلان ماثيوز. في عام 1995، انضم إلى دايفي جونز وبيتر تورك في الحلقة الثامنة من الموسم الثالث (بعنوان «رايف اون»)، على الرغم من أن المونكيز لم يقوموا بالتمثيل صُنt دولنز لشخصية «جوردي» وتورك «جيديداه لورنس»، في حين أن دايفي جونز كان «ريجنالد فيرفيلد»، ولكن في ذروة البرنامج، يأخذ الثلاثة المسرح معاً لأداء أغنية بودي هولي الكلاسيكية «لا تتلاشى»، و «فتاتي». بطريقة ساخرة، الممثل ديف مادنا لذي الذي لعب دور المدير في «عائلة بارتيريدج»، ظهر أيضاً كمدير والذي فجأة يرغب في التعامل مع الفرقة «الجديدة»، ليخبرهم أنهم «يمكن أن يكونوا أكبر من فريق البيتلز».  

## العمل الإداري
في عام 1980، أنتجت شركة دولنز وأخرجت المسرحية الهزلية «ميكي الحديدي» وتضم رجل آلي معدني كبير مع «رقصة البوغي». في عام 1981، أخرج فيلمًا قصيرًا يرتكز على الرسم «بإلهام، البوابة إلى الجنوب» مع روبي كولترين لعب أدوارًا متعددة. في أوائل الثمانينات من القرن الماضي، أخرج دولنز نسخة مسرحية من «بوسغي مالون»، التي ضمت ممثلة ويلزية عمرها 14 عامًا لم تكن معروفة آنذاك وتدعى كاثرين زيتا جونز. من 1983 إلى 1984، كان مسؤولاً عن إنشاء وإنتاج برنامج التلفزيوني البريطاني «لونا».

## إعادة ترويج إم تي في وهوس المونكيز
في عام 1986، أدى عرض مسلسل المونكيز التلفزيوني بالكامل من قبل إم تي في إلى تجديد الاهتمام بالفرقة، متبوعًا بفيلم واحد «كان في ذلك الحين، هذا الآن» وصل إلى رقم 20 على بيلبورد هوت 100 في الولايات المتحدة) أعيد إصدار الألبومات الأصلية للمجموعة وكلها ضربت المخططات القياسية في نفس الوقت .
منذ عام 1986، انضم دولنز إلى المونكيز السابقين لعدة جولات لم الشمل، آخرها في عامي 2011 و 2012، مع سلسلة من الحفلات الموسيقية في إنجلترا وجولتين للولايات المتحدة، وقام بجولة واسعة كفنان منفرد. واصل توجيهه للتليفزيون في كل من المملكة المتحدة والولايات المتحدة، وكان له دور في التمثيل من حين لآخر، بما في ذلك أدوار في المسلسل التلفزيوني«ذا ايكوازر» وكعمدة في المسلسل التلفزيوني «كايبل بلو»  .  
في عام 2009، وقعت شركة دولنز صفقة لتسجيل ألبوم من الأغاني الكلاسيكية لكارول كينج، بعنوان "ملك ليوم واحد". تم إنتاج الألبوم من قبل جيفري فوسكيت ‏، الذي عمل على نطاق واسع مع براين ويلسون ولعب "براين ويلسون بريسنت سمايل" الحائز على جائزة غرامي في عام 2004. ظهرت أغاني "أحد بليزانت فالي" و "أحيانا في الصباح" و "ذا بوربس سونغ:"الأغنية الرئيسية لفيلم هيد)" كأغاني مميزة من المونكيز. اعتبارا من فبراير 2010، كان يظهر على المسرح في لندن مع مايكل بول. كما شهد المعرض جولة ناجحة في دبلن، أيرلندا، خلال شهر نوفمبر 2010. في عام 2011، انضم مرة أخرى إلى تورك وجونز لـ (أمسية مع المونكيز: جولة الذكرى السنوية الـ45)  . أدى موت جونز المفاجئ في فبراير 2012 إلى توحيد دولنز وتورك مع مايكل نسميث في جولة من 12 حفلة في الولايات المتحدة   في نوفمبر وديسمبر 2012 . وقام الثلاثي مرة أخرى بجولة في عامي 2013 و 2014 . 

## الحياة الشخصية

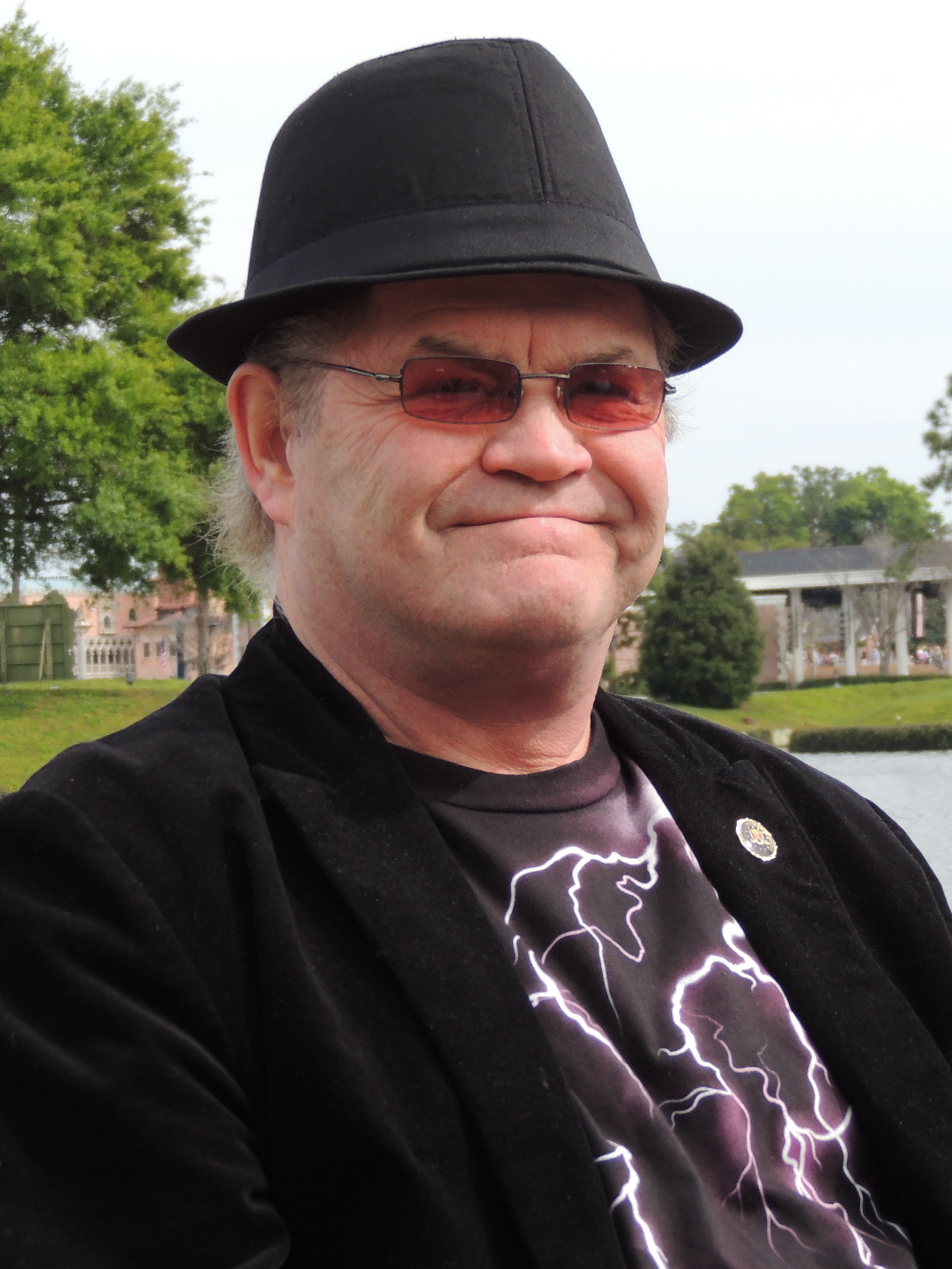
ميكي دولنز في "إبكوت" عام 2013

في عام 1967، بينما كان في جولة في المملكة المتحدة، التقى دولنز بزوجة المستقبل سامانثا جوست، وهي مقدمة مشاركة في برنامج موسيقى البوب «توب أوف ذا بوبس» الذي تبثه هيئة الإذاعة البريطانية.
تزوجا في عام 1968 ولدت ابنتهما آامي دولنز في 8 يناير 1969. أصبحت ممثلة نشطة بشكل خاص في الثمانينات والتسعينات.
تطلق دولنز وجوست في عام 1975، لكنهما ظلا صديقين حميمين حتى وفاتها   بعد السكتة الدماغية في 5 فبراير 2014  .
تزوج من ترينا دو في عام 1977. ولديه ثلاث بنات: شارلوت جانيل (ولدت في 8 أغسطس 1981)، وإميلي كلير (ولدت في 25 يوليو 1983)، وجورجيا روز (من مواليد 3 سبتمبر 1984). تطلقوا في عام 1991. لا تزال تستخدم اسمها المتزوج.  تزوجت دولنز من زوجته الثالثة دونا كوينتر في عام 2002 .
في عام 2001، اشترى دولنز منزلاً في بيل كانيون بولاية كاليفورنيا . 

## وصلات خارجية
- ميكي دولنز على موقع IMDb (الإنجليزية)
- ميكي دولنز على موقع الموسوعة البريطانية (الإنجليزية)
- ميكي دولنز على موقع ألو سيني (الفرنسية)
- ميكي دولنز على موقع ميوزك برينز (الإنجليزية)
- ميكي دولنز على موقع أول موفي (الإنجليزية)
- ميكي دولنز على موقع قاعدة بيانات برودواي على الإنترنت (الإنجليزية)
- ميكي دولنز على موقع قاعدة بيانات الأفلام السويدية (السويدية)
- ميكي دولنز على موقع إن إن دي بي (الإنجليزية)
- ميكي دولنز على موقع أول ميوزيك (الإنجليزية)
- ميكي دولنز على موقع ديسكوغز (الإنجليزية)
- الموقع الرسمي
- ميكي دولنز في قاعدة بيانات الأفلام على الإنترنت
- MICKY FANS
- Micky's First Television Show: Circus Boy
- Former Monkee still a player[وصلة مكسورة]
- 2006 radio interview with Micky
- Micky playing and signing autographs at July 5, 2009 Dundalk, Md. Heritage Fair